# Родионов, Сергей Михайлович
Серге́й Миха́йлович Родио́нов (25 августа 1948, Котовск, Одесская область — 10 февраля 2007) — российский геолог, член-корреспондент РАН (2006, секция минералого-геохимических наук и горных наук Отделения наук о Земле), доктор геолого-минералогических наук (2003), директор Института тектоники и геофизики имени Ю. А. Косыгина Дальневосточного отделения РАН с 2003.

## Биография
Родился в семье военного врача и школьной учительницы.
В 1971 году окончил геологический факультет Московского государственного университета по специальности «геология и разведка месторождений полезных ископаемых». Ещё в студенческие годы начал научную деятельность, участвуя в составе тематической группы ИГЕМ АН СССР в исследованиях геологии оловорудных месторождений Хабаровского края.
После окончания МГУ поступил в аспирантуру Института геологии рудных месторождений, петрографии, минералогии и геохимии АН СССР (ныне ИГЕМ РАН), где продолжил изучать структурные условия локализации и стадийности минерализации оловорудных месторождения Комсомольского рудного района. Родионовым впервые было установлено влияние сдвиговых перемещений вдоль рудоносных структур на условия локализации продуктивной минерализации на дальневосточных месторождениях мезозойского возраста. Результаты этих исследований были обобщены в успешно защищённой в 1975 кандидатской диссертации.
С 1975 года продолжает научную деятельность в Дальневосточном НИИ минерального сырья, где проходит путь от старшего научного сотрудника до заведующего отделом геологии месторождений олова (1987). Исследовал зональность и структурные особенности рудных месторождений и рудных районов, минералогию руд, типизацию рудных месторождений, локальную и региональную металлогению и геодинамику, тектонический контроль оруденения.
С 1998 года работал в Институте тектоники и геофизики ДВО РАН сначала в должности ведущего научного сотрудника, затем заместителя директора по научной работе, а с мая 2003 года — директора института.
Труды по тектонике и глубинному строению рудоносных территорий и рудных месторождений. Участвовал в выполнении ряда крупных международных и интеграционных проектов в качестве руководителя и ответственного исполнителя. Под его руководством и при непосредственном участии выполнены крупные коллективные обобщения по оловоносности и молибденоносности юга Дальнего Востока и Северо-Востока СССР в российской части Тихоокеанского пояса, по геодинамике, магматизму и металлогении Востока России, составлена серия прогнозно-металлогенических карт. Им предложен принципиально новый подход в разработке общих методологических принципов прогнозирования в рудных районах, разработана оригинальная экспертная компьютерная система прогнозирования.
Доктор геолого-минералогических наук (2003, тема диссертации — «Металлогения олова Востока России»). В докторской диссертации обобщил выполненные им теоретические разработки по геологии месторождений олова Дальнего Востока, а также другие результаты обширных металлогенических исследований. Основным научным результатом работы явилось создание общей металлогенической модели формирования оловянного оруденения, выявлены и проанализированы наиболее существенные факторы рудообразования.
В последние годы исследования Родионова были ориентированы на решение таких важных проблем рудной геологии как эволюция процессов рудообразования в истории земной коры, связь рудных районов и рудных месторождений с глубинным строением. Им разработаны основы нового направления геологической науки — глубинной металлогении.
Автор более 170 научных работ, в том числе 9 монографий.
- Заместитель главного редактора журнала «Тихоокеанская геология»,
- Член редколлегии журнала «Вестник Северо-Восточного научного центра ДВО РАН»

## Членство в организациях
- 2006 — Член-корреспондент РАН по специальности «геология рудных месторождений»
- Член Президиума Хабаровского научного центра ДВО РАН
- Председатель Дальневосточного отделения Российского минералогического общества

## Награды и премии
- 1981 — Лауреат премии Хабаровского комсомола в области науки и техники.